# Poezja uliczna

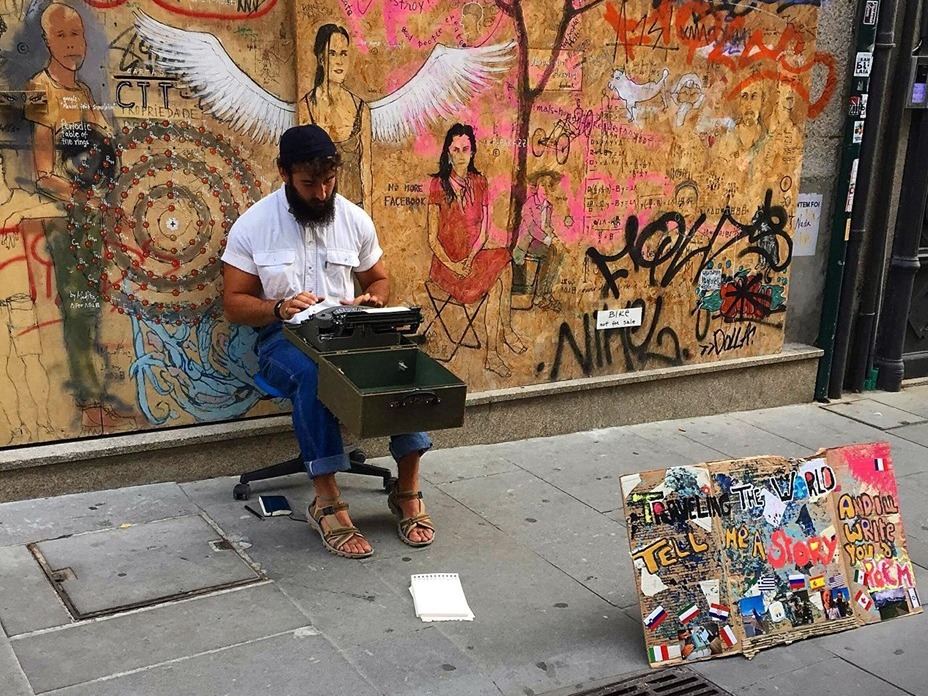
Karl Rozenfeld – poeta uliczny

Poezja uliczna – forma ekspresji literackiej, element sztuki ulicznej (street art), uprawiany w przestrzeni publicznej, najczęściej w postaci improwizacji literackich, pisanych odręcznie (czasem – na maszynie do pisania) i wręczanych przechodniom, albo tekstów pozostawianych na murach lub tablicach. Za prekursora literackiej formy bliższej muralom uważany jest Armando Alanis Pulido, założyciel ruchu „Acción Poética”.